# Wasit

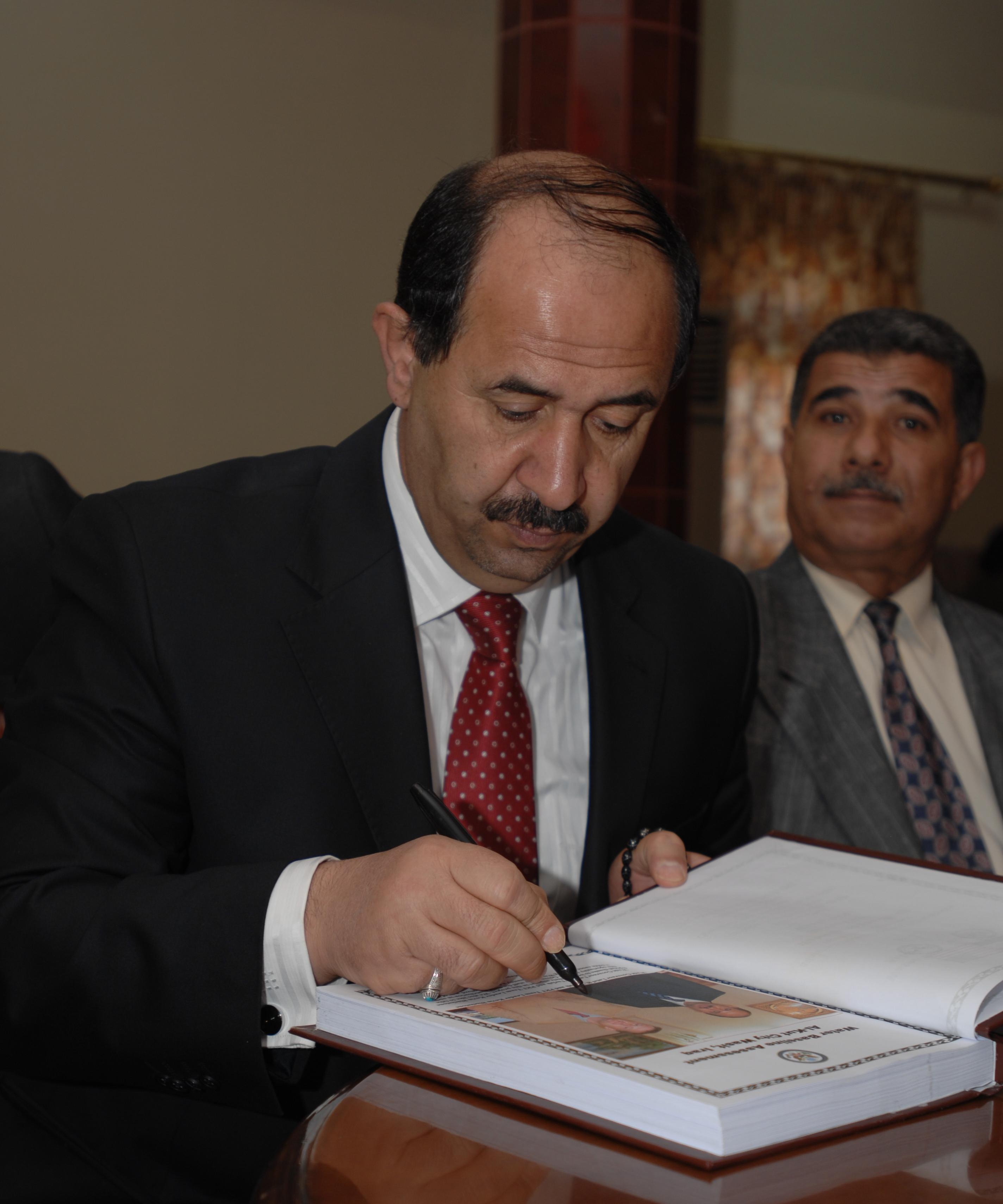
Gouverneur Latif al-Tarfa (2010)

Wasit (arabisch واسط, DMG Wāsiṭ) ist ein irakisches Gouvernement an der Grenze zu Iran.

## Größe und Einwohnerzahl
Das Gouvernement ist 17.153 km² groß. Hier leben etwa 890.000 Menschen. Die Hauptstadt ist Kut, was bis 1976 auch der Name des Gouvernements war. Der heutige Name stammt vom arabischen Wort wāsit ab, was „Mitte“ bedeutet. Damit wurde die Lage zwischen den Städten Bagdad und Basra verdeutlicht. Gouverneur ist seit 2015 Malik Chalaf al-Wadi.
Die Distrikte Wasits sind:
- Badra
- al-Hayy
- al-Kut
- an-Na'maniyya
- as-Suwaira
- al-Aziziyya

Am 15. Oktober 2005 stimmten von 280.128 Wählern mit 95,70 % für die neue irakische Verfassung.

## Weblink
- Homepage des Gouvernements (arabisch)